# Fagaropsis glabra
Fagaropsis glabra är en vinruteväxtart som beskrevs av René Paul Raymond Capuron. Fagaropsis glabra ingår i släktet Fagaropsis och familjen vinruteväxter. Inga underarter finns listade i Catalogue of Life.